# Vakfıkebir
Vakfıkebir là một huyện thuộc tỉnh Trabzon, Thổ Nhĩ Kỳ. Huyện có diện tích 143 km² và dân số thời điểm năm 2007 là 26551 người, mật độ 186 người/km².